# Stephanie Salas
Stephanie Salas Banquells (Ciudad de México, 5 de febrero de 1970) es una cantante, actriz , productora y empresaria mexicana. Su madre es la actriz Sylvia Pasquel, su padre es el músico Mike Salas; su abuela es la fallecida primera actriz Silvia Pinal; su abuelo fue el actor y director Rafael Banquells de la Época de Oro del cine mexicano, es sobrina de las cantantes Alejandra Guzmán y Rocío Banquells, y de la fallecida actriz Viridiana Alatriste y madre de la actriz y modelo internacional Michelle Salas hija del cantante Luis Miguel.

## Carrera artística
Stephanie hizo su debut en el mundo del espectáculo cantando a los 8 años junto a su madre, en el programa Noche a noche conducido por Verónica Castro. Más tarde se uniría al elenco de Vaselina, la versión en español de la producción estatal Grease junto a Timbiriche.
A la edad de 16 años fue invitada a unirse al elenco de la telenovela El precio de la fama por el productor Ernesto Alonso.
En 1992 protagonizó junto a Bibi Gaytán, Paulina Rubio y Eduardo Capetillo la popular telenovela Baila conmigo. Fue aquí que Stephanie cantó varias canciones en el musical orientado a la juventud. Su canción más popular es "Tonterías". Esto la llevó a la firma de un contrato con la firma Melody, propiedad de Televisa.
Ese mismo año, Stephanie lanzó su álbum debut titulado Ave María. La canción principal (escrita por Lolita de la Colina) se convirtió en un gran éxito en México y en partes de América Latina. Producido por Oscar López, el álbum llegó a alcanzar el estatus de oro en México.
Stephanie lanzó su siguiente álbum en 1994 con el título La raza humana. Este álbum recibió elogios de la crítica, aunque en comparación con su predecesor no fue un gran éxito comercial. Sin embargo, este álbum recibió el prestigioso premio "Palmas de Oro" que se otorga a lo mejor de la música por los críticos de la música mexicana para ese año. Las canción "Corazón" llevó a Stephanie a incursionar en la música house, y la canción "Nube" que fue inspirada por el líder de la banda Nirvana, Kurt Cobain. Este álbum también incluyó varias colaboraciones con socios de Stephanie, como Pablo Valero (exmiembro de Santa Sabina).
Para la última parte de los años 1990, Stephanie tomó un tiempo para criar a sus dos hijas. Mientras ella estaba bastante inactiva en la música, Stephanie encontró tiempo para seguir actuando. Salió brevemente de Televisa y participó en varias telenovelas de la competencia TV Azteca, como El candidato y Agua y aceite.
En 1998 participa en el disco Un mundo, una esperanza de la Fundación Mexicana para la Lucha Contra el Sida, producido por Arturo Villegas; colabora con Pablo Valero en la producción, composición e interpretación del tema "Sexo al Fuego", en donde fusiona sonidos electrónicos, House, con jazz, el tema fue utilizado como banda sonora del documental La calle, el deseo... y otros cuentos producidos por Fundación El Caracol, A.C. para prevenir la trasmisión del VIH/sida en jóvenes en situación de calle.
El mayor logro de Stephanie, es sin duda, su participación en la versión en español de Eve Ensler, Los monólogos de la vagina, al lado de su madre y abuela. La producción mexicana de esta obra ha durado más de 7 años y ha viajado por todo México y se ha realizado más de 3500 veces. Stephanie participó en otras producciones teatrales como: Mame, Mi vida es mi vida y El protagonista.
Después de no lanzar ningún tipo de música desde 1994, Stephanie volvió a la escena musical de finales de 2006 con un nuevo proyecto titulado Tuna. Además del músico Pepe Acosta, han lanzado su álbum homónimo de debut en el sello independiente de México MW Records. El grupo fue denominado anteriormente "Tinta" pero tuvo que cambiar su nombre debido a problemas legales.
En 2011 participa en el programa de la cadena Univision, Mira quién baila. y a mitad de 2012, estrena su primer tema promocional «Soy lo que soy».

## Vida personal
Stephanie mantuvo una relación sentimental con el cantante Luis Miguel. En 1989 nace la modelo e influencer de moda Michelle Salas Banquells, siendo la primogénita de ambos. Él reconoció la paternidad años después.
En 1997 nació su segunda hija, la actriz Camila Valero Salas, fruto de su relación con el músico Pablo Valero, guitarrista e integrante de la agrupación Santa Sabina.
Actualmente se encuentra en pareja con el actor Humberto Zurita.

## Discografía
- 1992: Baila Conmigo (colaboración con los temas "Baila conmigo el rock and roll" y "Tonterías")
- 1992: Recuerdos de Baila Conmigo
- 1992: Ave María
- 1994: La raza humana
- 1998: Un mundo una esperanza (colaboración con el tema "Sexo al fuego")
- 2006: Tuna
- 2012: Soy lo que soy

## Filmografía

### Televisión
- 2024 La historia de Juana ...
- 2021-2023 Un día para vivir ... Karina / Denny[13][14]
- 2020: La casa de las flores ... Tatis Corcuera [15]
- 2017-2018: La piloto ... Rosalba Cadena
- 2014: Amor sin reserva... Elena
- 2007: Mejor es que Gabriela no se muera... Eva
- 2004: Avisos de ocasión... Graciela
- 2002: Agua y aceite... Leticia
- 2001: Lo que callamos las mujeres... Adali
- 1999: El candidato... Perla Santoyo
- 1995: Ocho malditos...?
- 1995: Mujer, casos de la vida real (8 capítulos)
- 1992: Modelo antiguo... Carmen, joven
- 1992: Carrusuel de las Américas
- 1992: Baila conmigo... Clara/Clarissa
- 1991: Jóvenes delincuentes
- 1991: Mi querido Viejo (Película)
- 1990: Al filo de la muerte... Pilar Orozco
- 1989: Papá soltero... Wendy
- 1989: Verano sangriento
- 1987: El precio de la fama... Sonia

### Programas
- MaterChef Celebrity México (2021) ... Participante[16]

### Teatro
- Vaselina con Timbiriche (1984).... Paty. En los Televiteatros (Hoy Centro Cultural Telmex)